# Parlament von Sri Lanka
Das Parlament von Sri Lanka mit Sitz in Sri Jayawardenepura (Kotte) ist ein Einkammerparlament mit 225 Mitgliedern.

## Geschichte
Die Geschichte des Parlaments reicht bis in das Jahr 1833 zurück, als der damalige Gouverneur von Britisch-Ceylon, Robert Wilmot-Horton, einen Legislativrat (Legislative Council) ins Leben rief. Er folgte damit den Empfehlungen der Colebrooke–Cameron Commission, die eine Modernisierung der Verwaltung Ceylons empfohlen hatte. Der Legislativrat hatte eine beratende Funktion bei gesetzgeberischen Aufgaben. Zunächst setzte sich der Legislativrat ausschließlich aus ernannten Mitgliedern zusammen. Ab 1911 wurden einzelne Mitglieder gewählt, wobei das Wahlrecht noch äußerst beschränkt war. Sukzessive wurde das Wahlrecht immer weiter ausgeweitet und 1931 das allgemeine Wahlrecht eingeführt. 
Den Empfehlungen der Soulbury Commission folgend wurde 1944 ein parlamentarisches System nach Westminster-Vorbild etabliert. Das Parlament setzte sich aus zwei Häusern, dem Abgeordnetenhaus (House of Representatives) und dem Senat (Senate) zusammen. Der Senat bestand aus 30 Mitgliedern, die je zur Hälfte vom Abgeordnetenhaus gewählt und vom Generalgouverneur, dem Vertreter der britischen Krone, nominiert wurden. Der Senat wurde am 2. Oktober 1971 abgeschafft. 
Die Phasen und Bezeichnungen des Parlaments waren zusammengefasst die folgenden:
- 1833–1931 Legislative Council (Legislativrat) – 49 Mitglieder
- 1931–1947 State Council (Staatsrat) – 61 Mitglieder
- 1947–1972 House of Representatives (Abgeordnetenhaus) – 101 Mitglieder, ab 1960 157 Mitglieder
- 1972–1978 National State Assembly (Nationale Staatsversammlung) – 168 Mitglieder
- seit 1978 Parliament (Parlament) – 225 Mitglieder

## Wahlrecht und Wahlsystem
Das aktive Wahlrecht haben alle Bürger Sri Lankas über 18 Jahren, sofern sie nicht geisteskrank, zum Tode oder zu Freiheitsstrafe über sechs Monaten oder für Wahlbetrug verurteilt sind. Wählbar sind Bürger über 18 Jahren, die nicht für bestimmte Konkursstraftaten oder Bestechung verurteilt sind. Mitglieder von Polizei und Streitkräften, Angehörige der Judikative sowie Inhaber bestimmter Ämter dürfen nicht gleichzeitig Abgeordnete sein.
196 Abgeordnete werden alle fünf Jahre in 22 Mehrpersonenwahlkreisen (4 bis 20 Sitze) nach Verhältniswahl mit Präferenzsystem direkt gewählt: Jeder Wähler gibt seine Stimme für eine Liste und drei ihrer Kandidaten ab. Als Sperrklausel muss eine Liste ein Achtel der Stimmen in einem Wahlkreis erreichen. 29 weitere Sitze werden in einem landesweiten Wahlkreis proportional an die Listen vergeben.

## Parlamentsgebäude
Das Parlamentsgebäude befindet sich in auf einer Insel im See Diyawanna Oya in Sri Jayawardenepura (Kotte), ungefähr 16 Kilometer östlich von Colombo.
Das Gebäude wurde von dem Architekten Geoffrey Bawa im Stil des tropical modernism entworfen und im April 1982 von J.R. Jayewardene eröffnet. Bis 1983 residierte das Parlament im 1929 von der britischen Kolonialmacht erbauten Gebäude des damaligen Legislative Council of Ceylon.

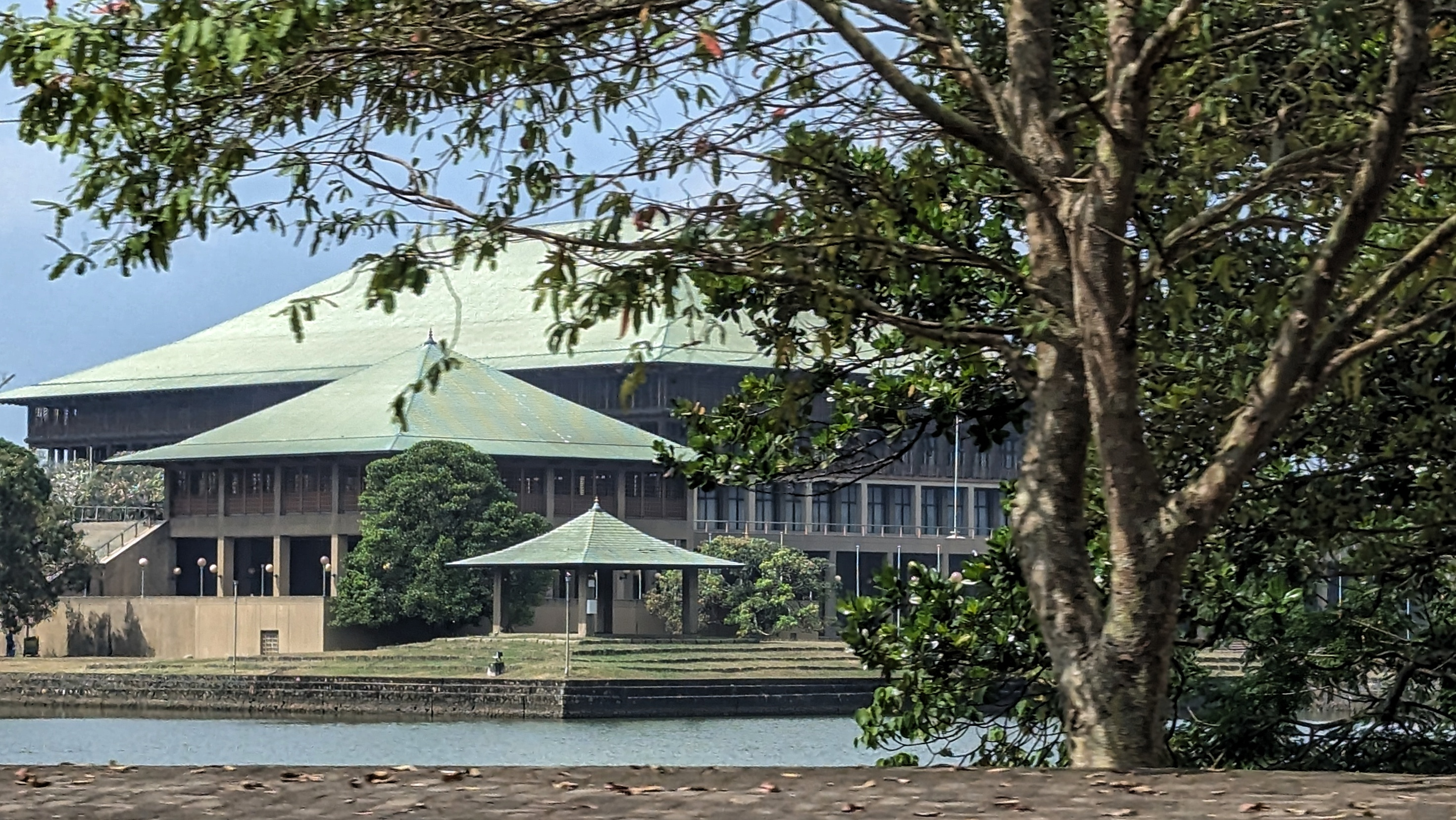
Neues Parlamentsgebäude in Kotte
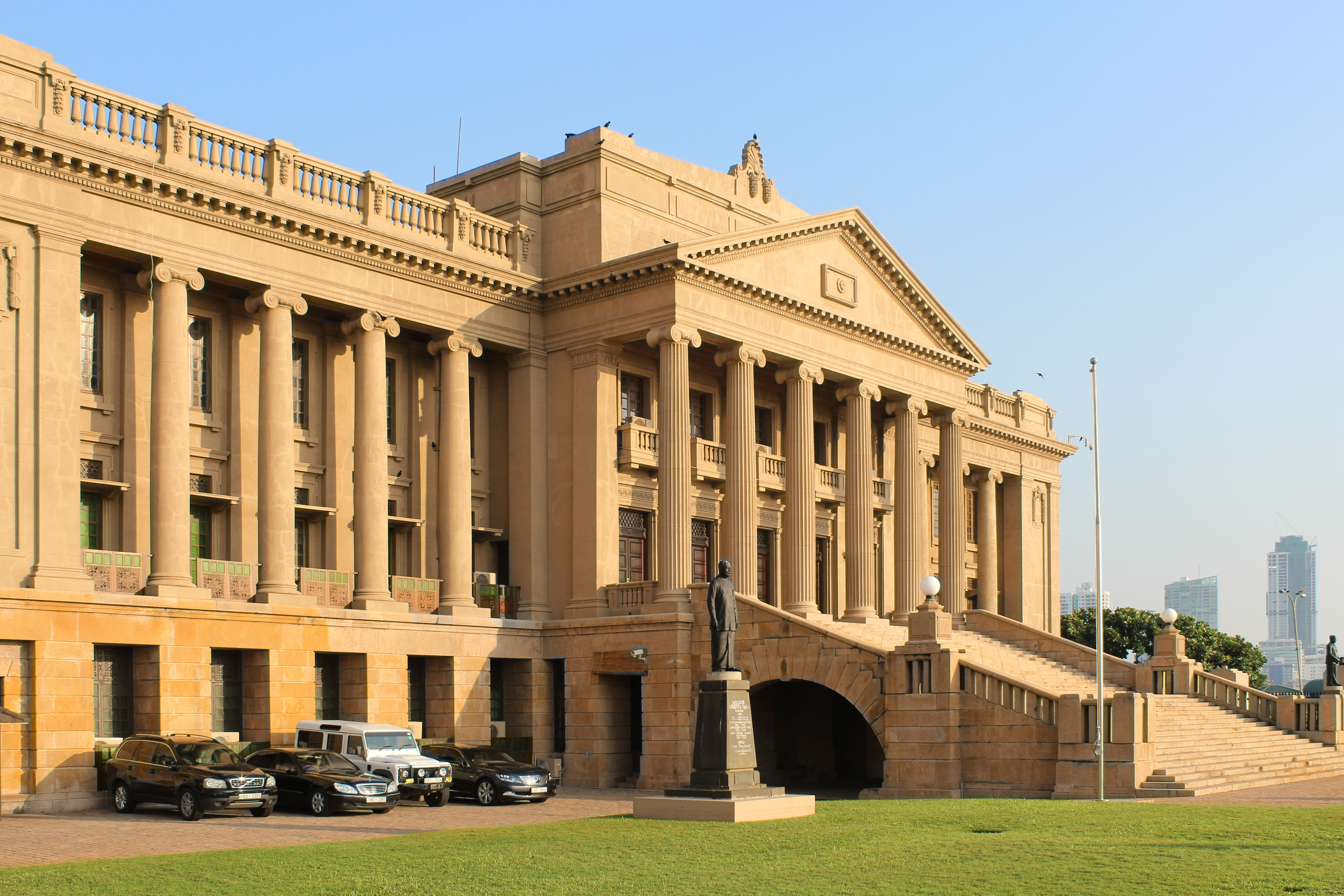
Ehemaliges Parlamentsgebäude in Colombo